# Arda Turan
Arda Turan, född 30 januari 1987 i Fatih, Istanbul, är en turkisk före detta fotbollsspelare (ytter).

## Spelarkarriär
Arda Turan kom till Galatasaray SK redan i sjuårsåldern. Han spelade sin första A-lagsmatch under Gheorghe Hagis period som tränare säsongen 2004/2005. Han blev senare utlånad till Manisaspor på grund av för lite speltid, men kom tillbaka till Galatasaray SK 2006/2007 under Eric Gerets period som tränare.
Hans genombrott kom i EM 2008 som spelades i Schweiz och Österrike. Han är känd för sitt mål i den 92:a minuten mot Schweiz som avgjorde matchen (2-1). Han gjorde även Turkiets första mål mot Tjeckien då man vände underläge med 0-2 till seger med 3-2.
Den 9 augusti 2011 skrev Turan på ett fyraårskontrakt med den spanska klubben Atletico Madrid. Klubben betalade 12 miljoner euro för övergången.
Den 6 juli 2015 skrev han på ett femårskontrakt med FC Barcelona. Barcelona betalade då 41 miljoner euro för honom. I januari 2018 lånades Turan ut till turkiska İstanbul Başakşehir på ett låneavtal fram till sommaren 2020.

## Meriter
Galatasaray
- Süper Lig: 2007/2008
- Turkiska cupen: 2004/2005

Atletico Madrid
- La Liga: 2013/2014
- UEFA Europa League: 2011/2012
- Spanska cupen: 2012/2013
- Spanska supercupen: 2014
- UEFA Super Cup: 2012

FC Barcelona
- La Liga: 2015/2016
- Spanska cupen: 2015/2016, 2016/2017
- Spanska supercupen: 2016

İstanbul Başakşehir
- Süper Lig: 2019/2020